# Castro de La Corona-El Pesadero
El yacimiento de La Corona-El Pesadero se encuentra al norte de la localidad zamorana de Manganeses de la Polvorosa.

## Descripción
Los trabajos de prospección y excavación que se han llevado a cabo desde 1981 permiten definir dos ámbitos en el mismo yacimiento, uno en lo alto, dominando la vega, denominado de «La Corona», y otro en llano, a los pies del cerro, conocido por «El Pesadero».
Los vestigios materiales permiten adscribir el yacimiento a la Edad del Hierro, con una ocupación exclusiva de gentes de la 1.ª Edad del Hierro por lo que respecta a «La Corona», y posterior, de época celtibérica, para «El Pesadero».
Entre las estructuras documentadas destaca una cabaña circular, construida con adobes, con los conocidos «agujeros de poste». En cuanto a los hallazgos materiales recuperados, abundan las cerámicas hechas a mano, algunos restos de fundición de bronce, así como restos óseos y pétreos.
Delimitación de la zona arqueológica: Norte: Corte natural de «La Corona». Oeste: El Camino de «La Corona», desde la cresta de la misma hasta su intersección con el arroyo Valle Grande, y el eje de este hasta la esquina Suroeste de la parcela n.º 11. Sur: Bordeando la parcela n.º 11 por su límite Sur y Oeste, continúa por el Sur de la parcela n.º 12 hasta su cruce con el Desagüe «El Pesadero» y por el eje de éste, coincidente con el límite Sur de la parcela n.º 8. Este: El Canal de Santa Cristina a Manganeses desde el límite Norte hasta el punto en que se cruza con el Desagüe «El Pesadero».